# Piekary Śląskie
Piekary Śląskie (en silésien : Pjekary ; en allemand : Deutsch Piekar) est une ville de Silésie dans le sud de la Pologne, près de Katowice. Elle constitue une ville-cercle où vivent environ 60 000 habitants.
Cette ville minière a été formée par la fusion des localités de Piekary Wielkie et de Szarlej en 1934. La commune nouvellement créée a reçu en 1939 le statut de ville. Piekary Śląskie est un lieu de pèlerinage marial bien connu.

## Géographie

### Emplacement
Piekary Śląskie est située près de la limite orientale de la Silésie, au nord du plateau de Haute-Silésie et de la région industrielle de Haute-Silésie à 5,5 km au nord de Bytom, à environ 14 km au sud-est de Tarnowskie Góry (en allemand Tarnowitz) et à environ 16 km de Katowice (en allemand Kattowitz), la capitale de la voïvodie. La ville s'étend sur 39,7 km2 à une altitude de 200-300 m. Du point de vue géologique on trouve de la houille, de la barite, du grès bigarré et du calcaire coquillier. À travers la ville et ses environs coule la Brynica (rivière) (en allemand Brinitz). Le point culminant de la ville est la Colline de la libération (Kopiec Wyzwolenia) avec 356 m, mais il s'agit d'une création artificielle des années 1930. Le Weinberg (Winna Góra) est la plus grande hauteur naturelle avec 350 m. Dans la vallée de la Brynica se trouve le point le plus bas de la ville (216 m).

### Division administrative de la ville
Depuis 1975 Piekary Śląskie est divisé en 7 quartiers :
- Centrum (Zentrum)
- Brzeziny Śląskie (Birkenhain)
- Brzozowice (Brzezowitz)
- Dąbrówka Wielka (Groß Dombrowka)
- Kamień (Kamin)
- Kozłowa Góra (Koslowagora)
- Szarlej (Scharley)

## Histoire
Piekary Śląskie a été mentionné pour la première fois dès le XIIe siècle. De 1303 à 1318 on y construisit la première église en même temps qu'était fondée une paroisse indépendante. Depuis sa création, la colonie était vassale des Piasts de Silésie et abritait à l'origine les services de boulangerie de la châtellenie de Bytom. Pendant la colonisation orientale allemande, Piekar reçut en 1369 la qualification de deutsch, c'est-à-dire allemand (Dewsche Bechker). Au XVe siècle la localité put se développer rapidement grâce à l'exploitation des mines d'argent et de plomb. Cependant dès le XVIe siècle l'exploitation du plomb dut être abandonnée.
En 1683 le roi de Pologne Jean III Sobieski s'y arrêta alors qu'il était en route pour aller délivrer Vienne. Soixante ans plus tard, en 1733, eut lieu une nouvelle visite royale. Cette fois c'était le successeur de Jean, Auguste le Fort, qui était encore à l'époque à l'époque Frédéric-Auguste Ier, prince électeur de Saxe, qui faisait halte à Piekary Śląskie. C'est dans l'église du lieu, en présence des délégués polonais, qu'il fit profession de foi catholique avant de pouvoir être couronné roi à Cracovie sur le Wawel. C'est là encore qu'il prêta serment de respecter la pacta conventa. Au siècle suivant, la ville ne cessa de se germaniser davantage.
Depuis le XVIIIe siècle Piekar est une ville industrielle. À partir de 1743, Deutsch Piekar appartient à l'arrondissement de Beuthen. En 1804 on commença à exploiter la fosse de Scharley, mais dès 1704 Georg Giesche s'était assuré pour les futurs héritiers du groupe Giesch d'exploiter dans les alentours la smithsonite dont on avait besoin pour l'extraction de zinc. Jusqu'au milieu du siècle cette fosse resta la plus importante de la région. Depuis 1840 il y eut dans la ville une imprimerie. En 1842 on commença la construction de la nouvelle église dans le style roman. Plus tard un calvaire fut également construit.
Une partie de la population prit part à l'insurrection de Silésie en faveur de la Pologne (1919-1921). Après le plébiscite de 1921 où 86,6 % des voix allèrent à la Pologne, Deutsch-Piekar fut séparé de l'Allemagne en 1922, donné à la Pologne et rebaptisé Piekary Wielkie. La ville qui auparavant avait appartenu au district de Beuthen-Tarnowitz, fut attribuée au cercle de Świętochłowice (Schwientochlowitz). En 1934 la ville actuelle fut créée par la fusion des communes de Piekary Wielkie et de Szarlej, un an plus tard la nouvelle commune de Piekary Wielkie fut rebaptisée Piekary Śląskie. En 1939 la localité fut élevée au rang de ville par le Sejm de Silésie, mais cela ne se fit pas tout de suite en raison de la guerre si bien que les droits urbains ne furent concédés qu'en 1947. Au début de la Seconde Guerre mondiale, la ville fut défendue par les anciens insurgés et les scouts. Pendant les années 1939-1945 la commune prit le nom de Scharley-Deutsch Piekar et fit partie de l'arrondissement de Beuthen-Tarnowitz.
Après la guerre, l'industrie continua à se développer et en 1954 fut construite la mine de houille Julian. Par la suite les vieilles usines de plomb et de zinc continuèrent à se développer et la construction mécanique devint un secteur important de l'économie. Jusqu'à la réforme régionale de 1999 la ville fit partie de la voïvodie de Katowice et du cercle de Tarnowitz (Tarnowskie Góry) et ensuite de la nouvelle voïvodie de Silésie. Depuis ce temps-là Piekary Śląskie est également une ville-cercle libre. À l'heure actuelle son plus grand problème est le taux de chômage élevé, dû avant tout à la fermeture en grand nombre d'entreprises industrielles et de mines. En 2003 12 117 personnes étaient sans emploi, ce qui correspond à une proportion de 23,1 %. Le chômage se trouve ainsi supérieur à la moyenne de la voïvodie qui était à cette époque d'environ 16 %.

## Personnalités liées à la ville
- Hans Kroll (de)
- Karol Langner (en)
- Wilhelm Antoni Góra
- Hans Marchwitza, né à Szarlej
- Adam Matysek
- Jerzy Polaczek
- Marek Siwiec
- Marek Stachowski
- Walter Winkler
- Dariusz Wosz
- Wawrzyniec Hajda (pl)